# 錫德爾峰
46°33′8.6″N 8°18′45.7″E / 46.552389°N 8.312694°E

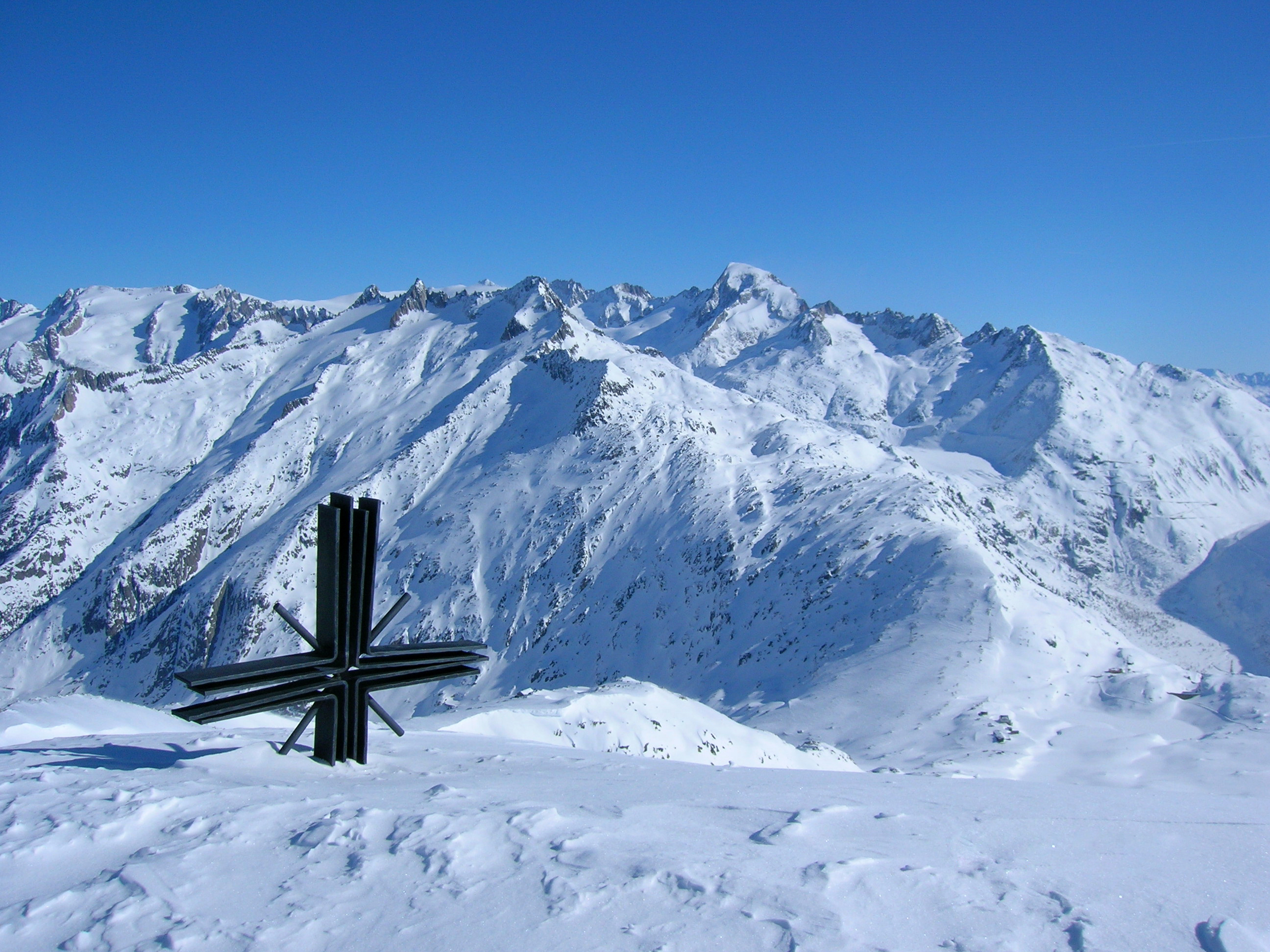

錫德爾峰（德語：Sidelhorn）是瑞士伯恩州和瓦萊州的山峰，位於該國南部，屬於伯尔尼山的一部分，海拔高度2,764米，每年平均降雨量2,465毫米。

## 外部連結
- (地图). Swiss Confederation.   [2014-10-17]. （原始内容存档于2016-04-05）.
- Sidelhorn on Hikr （页面存档备份，存于）